# Patricia Dobler
Patricia Dobler (ur. 1939, zm. 2004) – poetka amerykańska. Urodziła się w Middletown w stanie Ohio. Wykładała na Carlow University. Drukowała wiersze w Mid-American Review, The Ohio Review, Ploughshares, Prairie Schooner i Southern Poetry Review. Wydała między innymi tom Talking to Strangers (1986).